# Burzum (Promo)
Burzum Promo es la primera promoción de la banda de Black metal de Noruega, Burzum. La promo fue lanzada en febrero de 1992 por Deathlike Silence Productions para promocionar el primer álbum llamado Burzum. Los temas que vienen son los mismos que su primer álbum Burzum, solo que están mezclados diferente. Solo contiene dos canciones.

## Lista de canciones
Todas las canciones escritas y compuestas por Varg Vikernes. 
| N.º | Título                                | Traducción                                  | Duración |  |
| 1.  | «Feeble Screams from Forests Unknown» | Gritos de debilidad de bosques desconocidos | 07:28    |  |
| 2.  | «Ea, Lord of the Depths»              | Ea, señor de las profundidades              | 04:53    |  |